# Skakun boreoalpejski
Skakun boreoalpejski (Tetrix fuliginosa) – północnoeuropejski gatunek owada prostoskrzydłego z rodziny skakunowatych (Tetrigidae), o długości 11–17 mm i zmiennym ubarwieniu. Występuje na Półwyspie Skandynawskim, na północno-zachodnim obszarze europejskiej części Rosji oraz w górach Europy Środkowej. Był wykazywany z polskich Tatr i Orawskiego Beskidu, ale jego obecne występowanie w Polsce nie zostało potwierdzone.